# Cèl·lula beta

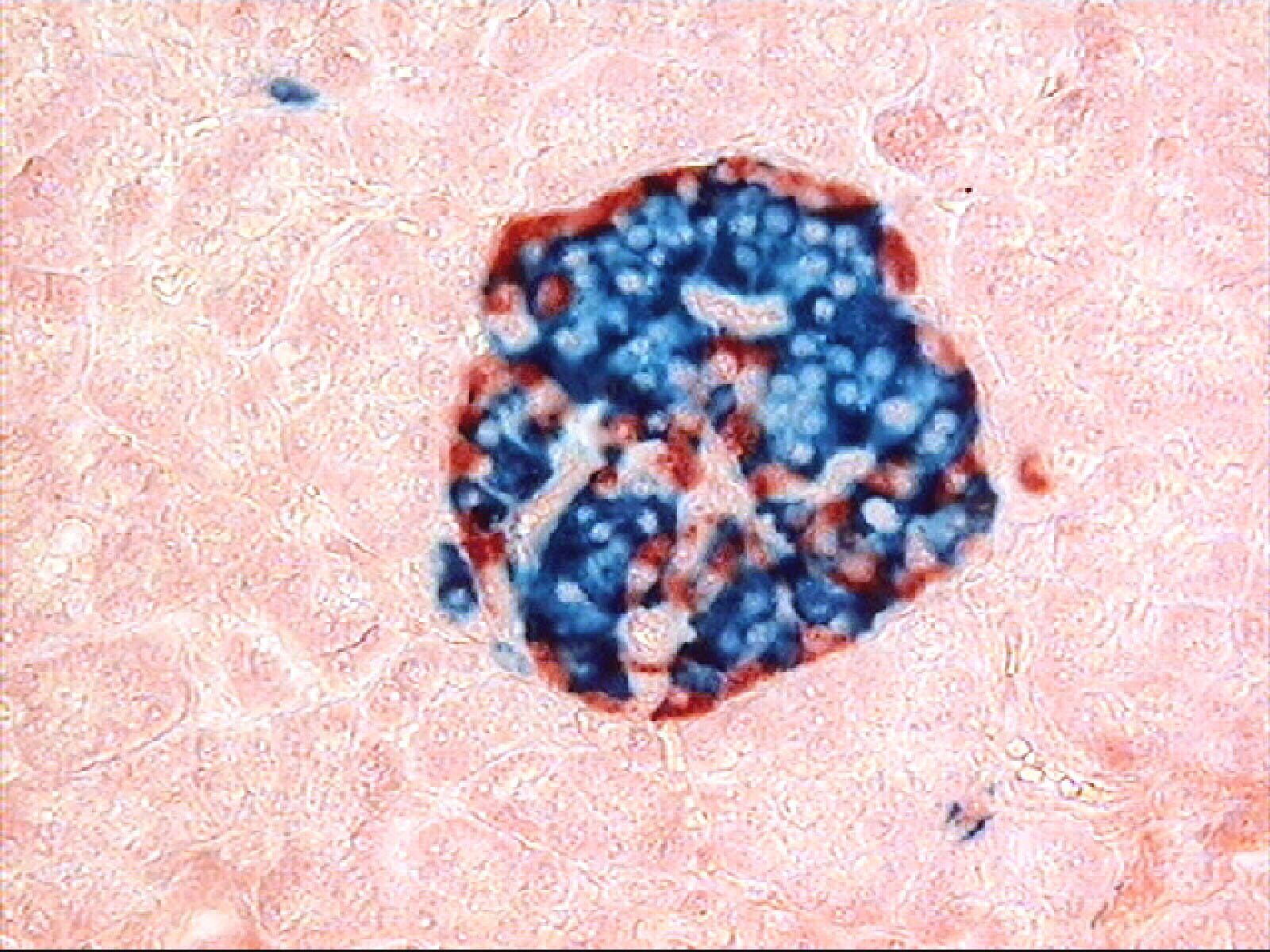
Un illot de Langerhans amb les cèl·lules amb insulina (beta) tenyides de blau i amb glucagó (alfa) de vermell.

Les cèl·lules beta (cèl·lules β) són un tipus de cèl·lules que es troben als illots pancreàtics que sintetitzen i secreten insulina i amilina. Les cèl·lules beta constitueixen entre el 50 i el 70% de les cèl·lules dels illots humans. En pacients amb diabetis de tipus 1, la massa i la funció de les cèl·lules beta es redueixen, provocant una secreció insuficient d'insulina i hiperglucèmia.